# Tour dei New Zealand Māori 1996
I NZ Māori, selezione rugbistica di giocatori di etnia Maori di rugby a 15 nel 1996 si imbarcarono per un tour nelle isolde del pacifico (Figi e Tonga).

## Risultati
| Arbitro: | Wayne Erickson |

|              |      |                                 |
| Bari, Niqara | mt   | Cashmore, Coffin Going, Mathews |
|              | tr   | Tony Brown                      |
|              | c.p. | Tony Brown                      |

| 5 novembre 1996 | Tongan Barbarians | 19 – 26 | NZ Māori |  |

| NNuku A'lofa 8 novembre 1996 | Tonga          | 20 – 29 | NZ Māori | \| Arbitro: \| Peter Marshall \| |
| Arbitro:                     | Peter Marshall |         |          |                                  |